# 勒旺斯
勒旺斯（法語：Levens，法語發音：[ləvɛ̃s]），法国东南部城市，普罗旺斯-阿尔卑斯-蔚蓝海岸大区滨海阿尔卑斯省的一个市镇，隶属于尼斯区，其市镇面积为29.85平方公里，2022年1月1日时人口数量为5,366人，在法国城市中排名第2,230位。
勒旺斯位于滨海阿尔卑斯省中南部，瓦尔河与韦叙比河交汇处左侧，省会尼斯正北方向，是一个区域性的中心城市，多条公路在其境内交汇。

## 地名来源
根据滨海阿尔卑斯省官方网站的论述，勒旺斯的名称来源及含义均尚无从考证。
此外，因翻译标准不同，“Levens”在部分汉语文献中又被译为勒旺。

## 历史

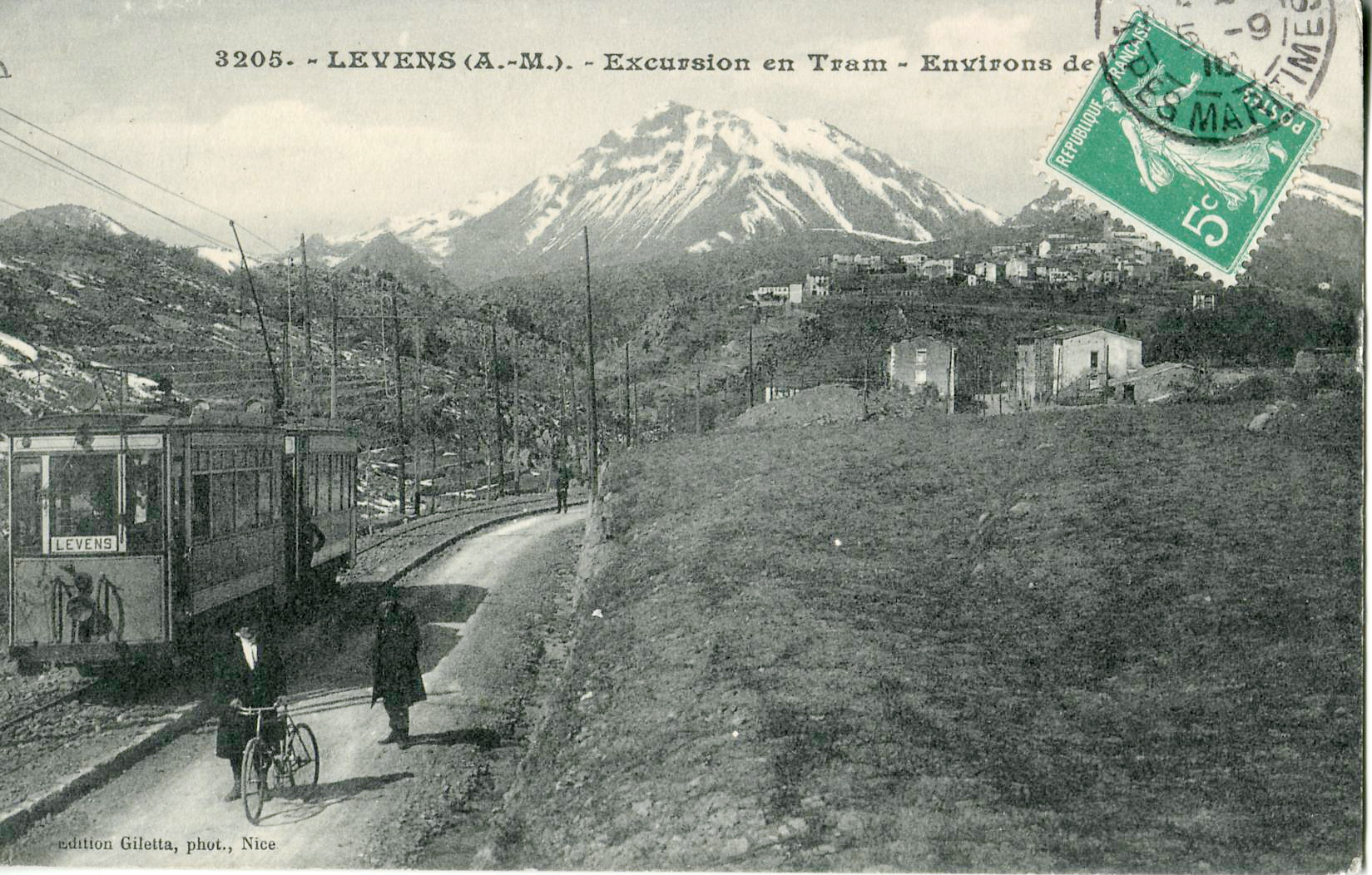
20世纪初连接勒旺斯的传统有轨电车

勒旺斯的早期历史尚不清楚。根据当地官方网站的论述，勒旺斯在古典时期曾为利古里亚人的活动范围。公元11世纪时，勒旺斯境内出现了第一座教堂，第二座教堂则于1286年建成。1434年，一条途径勒旺斯的贩盐商路开通，勒旺斯于1475年获得自由贸易宪章，此后当地领主在此筑建城堡作为家族宅邸。法国大革命后，勒旺斯成为滨海阿尔卑斯省的一个市镇。1815年，勒旺斯及尼斯区被划入撒丁王国，当地官方名称被更名为“Levenzo”。1860年，根据《杜林條約》，勒旺斯被重新划入法国并恢复原名Levens。20世纪初，当地曾有一条连接勒旺斯市区的有轨电车，后废弃。1949年，一条由韦叙比河引入勒旺斯的引水渠建成。自20世纪中后期以来，得益于尼斯地区的城市扩张及旅游业的发展，勒旺斯的人口数量逐年增加，当地兴建了大批居民区，被称为“阿尔卑斯的隆尚”（Longchamp alpin）。

## 地理

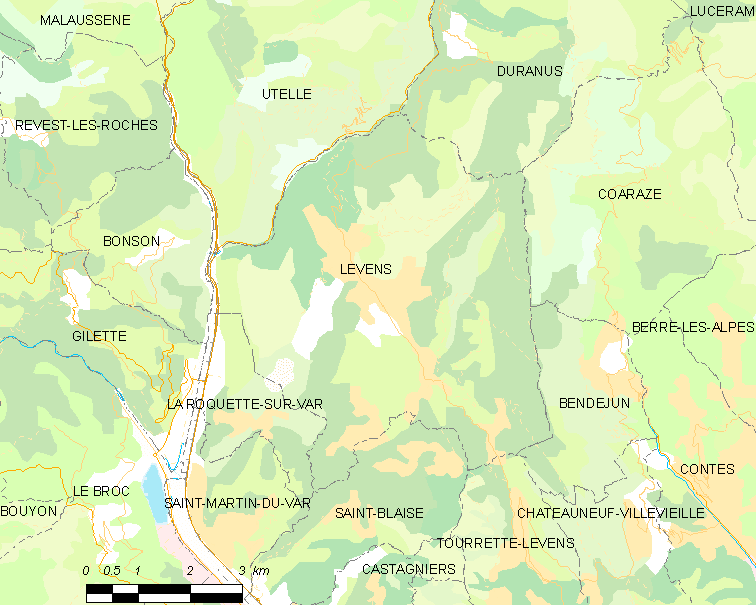
勒旺斯市镇范围地图

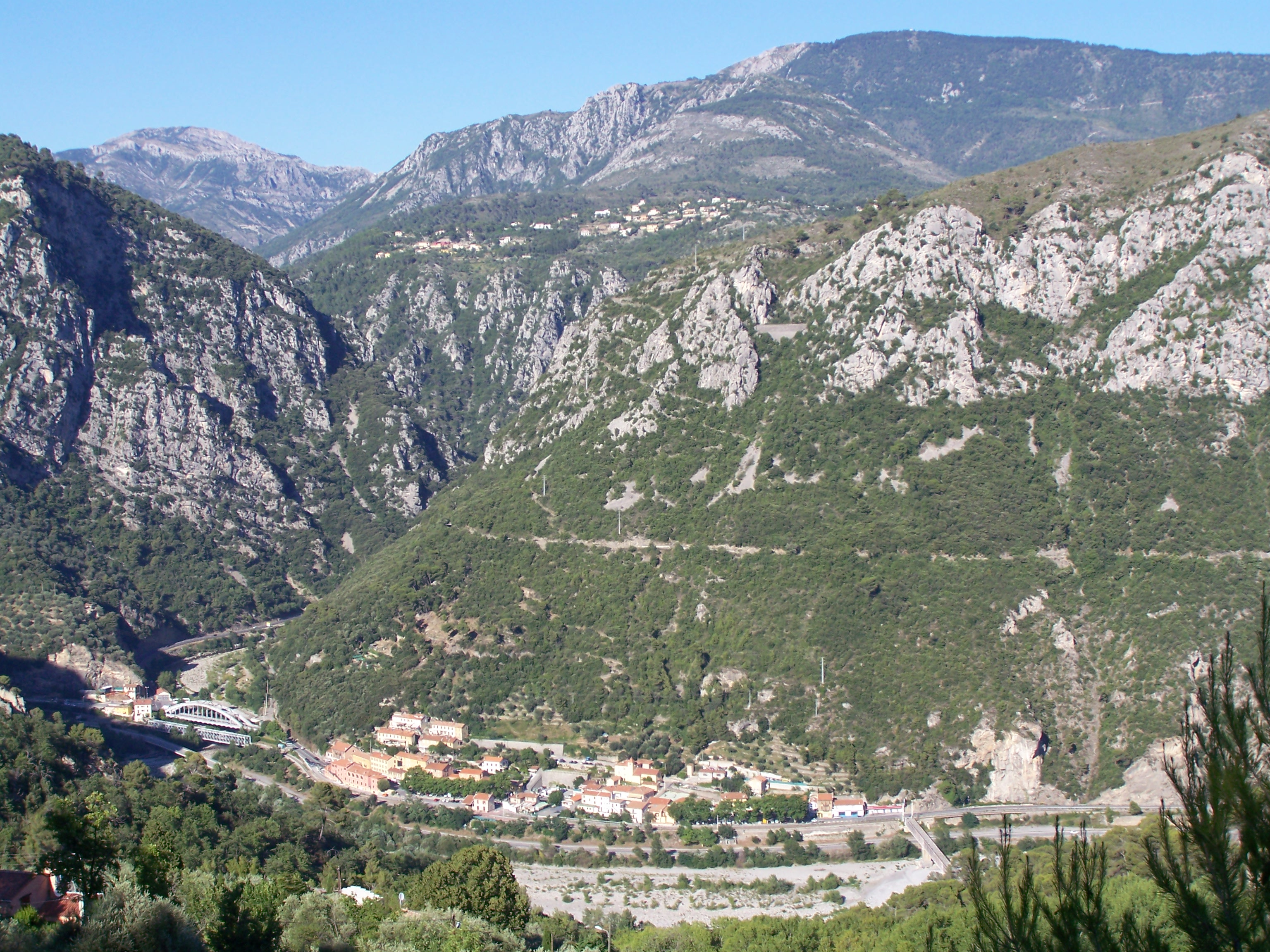
勒旺斯境内的山脉

勒旺斯位于法国东南部，普罗旺斯-阿尔卑斯-蔚蓝海岸大区东南部和滨海阿尔卑斯省中南部，距离省会尼斯大约23公里。与勒旺斯接壤的市镇包括：邦代然、于泰勒、科阿拉兹、迪拉尼斯、邦松、瓦尔河畔拉罗凯特、圣布莱斯和图雷特勒旺斯。

### 地形
勒旺斯位于尼斯阿尔卑斯前山西部，境内以山地为主，地势复杂多变，市镇中心位于一处山谷地带，全境海拔在121到1,414米之间。

### 水文
瓦尔河自北向南流经勒旺斯市区西界，其左岸支流韦叙比河则自东向西流经市镇北界，两河交汇处位于勒旺斯西北部的Le Plan du Var街区。此外还有多条溪流流经勒旺斯境内，其中里乌河（Riou）自东北向西南穿越勒旺斯镇中心。

### 植被
勒旺斯属于温带阔叶混交林区，因地形差异，部分低海拔和高海拔地区分别有硬叶林和针叶林分布，林地广泛分布于山谷及山坡地区。
在鲜花城市的评比中，勒旺斯暂未被评级。

### 气候
勒旺斯在柯本气候分类法中属于地中海气候和温带气候的过渡区域，部分高海拔地区有山地气候特征。

## 行政区划
勒旺斯的市镇编号为06075，邮政编号为06670。
在行政管理方面，勒旺斯隶属于法国普罗旺斯-阿尔卑斯-蔚蓝海岸大区滨海阿尔卑斯省尼斯区；在地方选举方面，勒旺斯隶属于图雷特勒旺斯县，其市镇范围全境被划入滨海阿尔卑斯省第五选区；在社会管理方面，勒旺斯是尼斯蔚蓝海岸都会区的组成部分。
截至2024年1月，勒旺斯市镇范围内暂无任何城市敏感街区及城市政策优先街区。
法国国家统计与经济研究所（简称）在进行数据统计时，将勒旺斯市镇单独设为勒旺斯城市核心区（Unité urbaine de Levens），并将包括核心区在内的周边共129个市镇划为尼斯城市区。自2020年起，尼斯城市区被包含100个市镇的尼斯城市辐射区代替。此外，还将勒旺斯市镇整体看作一个“块区”（IRIS），以便于统计人口分布情况。

## 交通

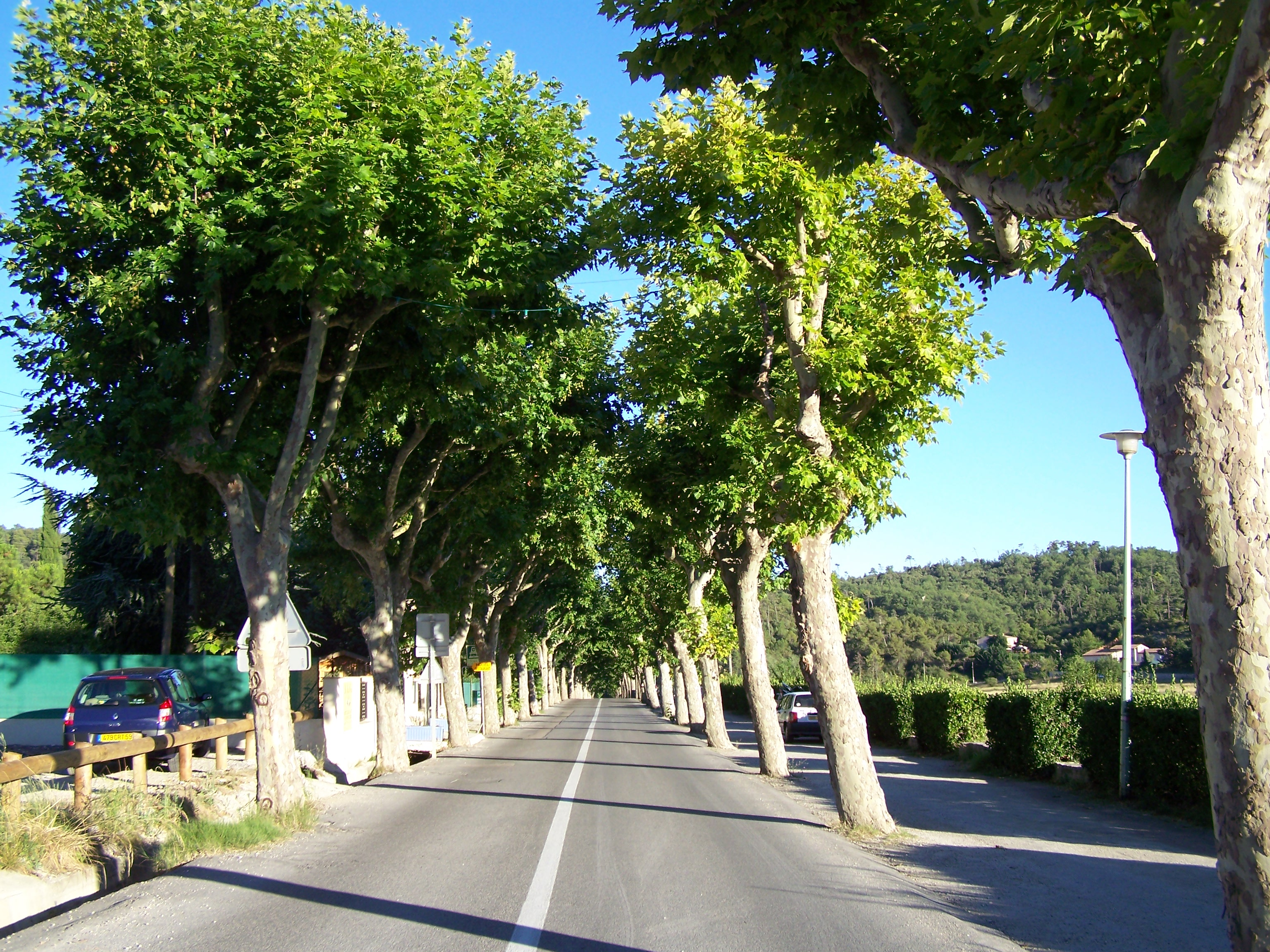
勒旺斯境内的一条公路

### 公路
尼斯都会区公路M14线、M19线、M20线和M6102线在勒旺斯境内交汇。
2020年，74.7%的勒旺斯家庭拥有至少一辆私人汽车。2021年，勒旺斯境内共发生各类交通事故1起，造成1人重伤。
| 55 | 19 |

| 尼斯 | 25 |

### 铁路

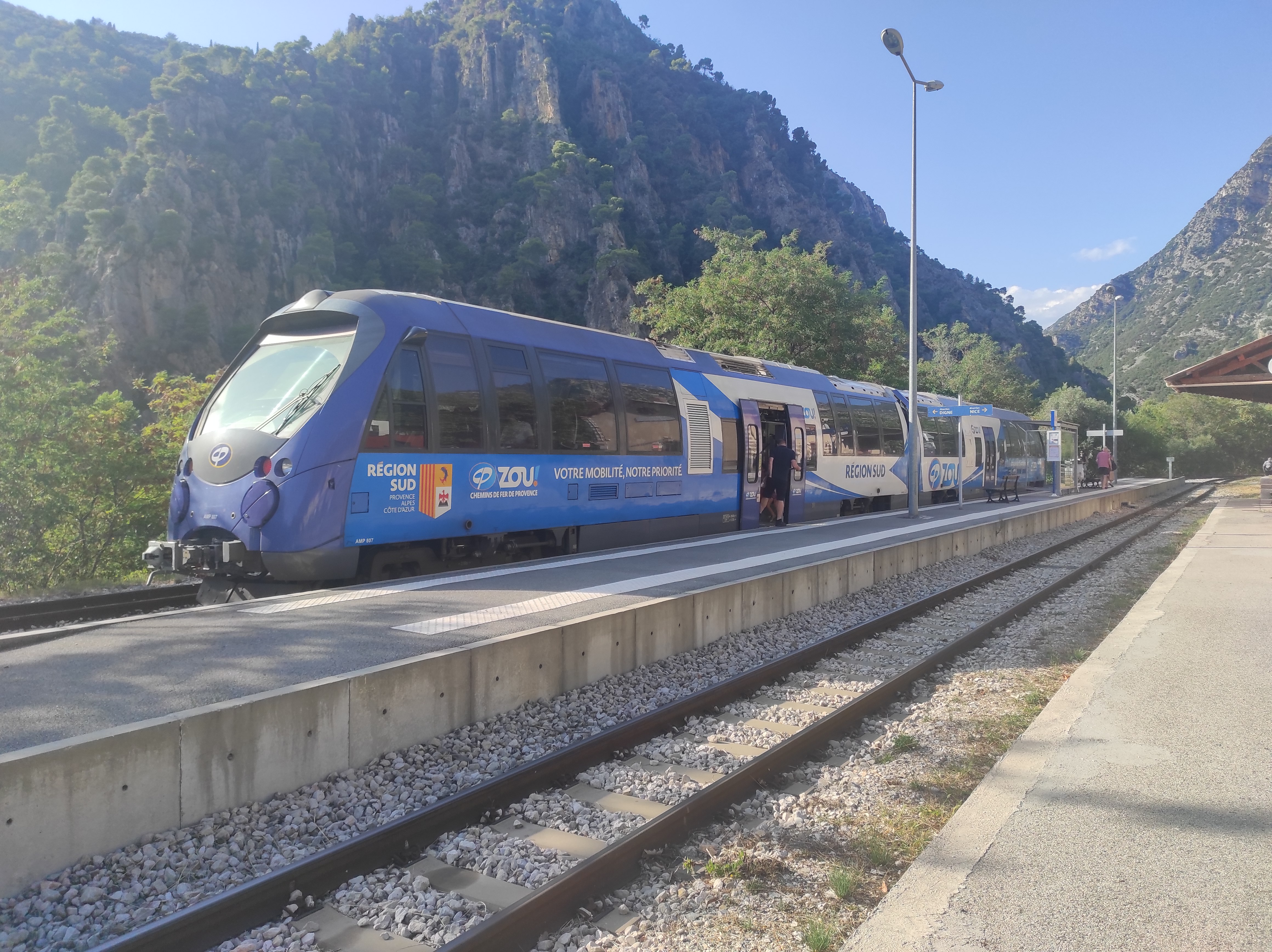
普朗迪瓦尔火车站

尼斯—迪涅铁路是一条地方米轨铁路，经过勒旺斯市区西部的Le Plan du Var街区并设有普朗迪瓦尔站。
勒旺斯距离尼斯城站大约24公里。

### 航空
勒旺斯距离尼斯蔚蓝海岸机场的公路里程大约28公里。

### 城市公共交通
勒旺斯是尼斯城市公共交通（商业名称为）的服务范围。截至2024年1月，该系统共包括三条有轨电车及近百条各类公交线路，其中尼斯公交19路经过勒旺斯市区。

## 政治

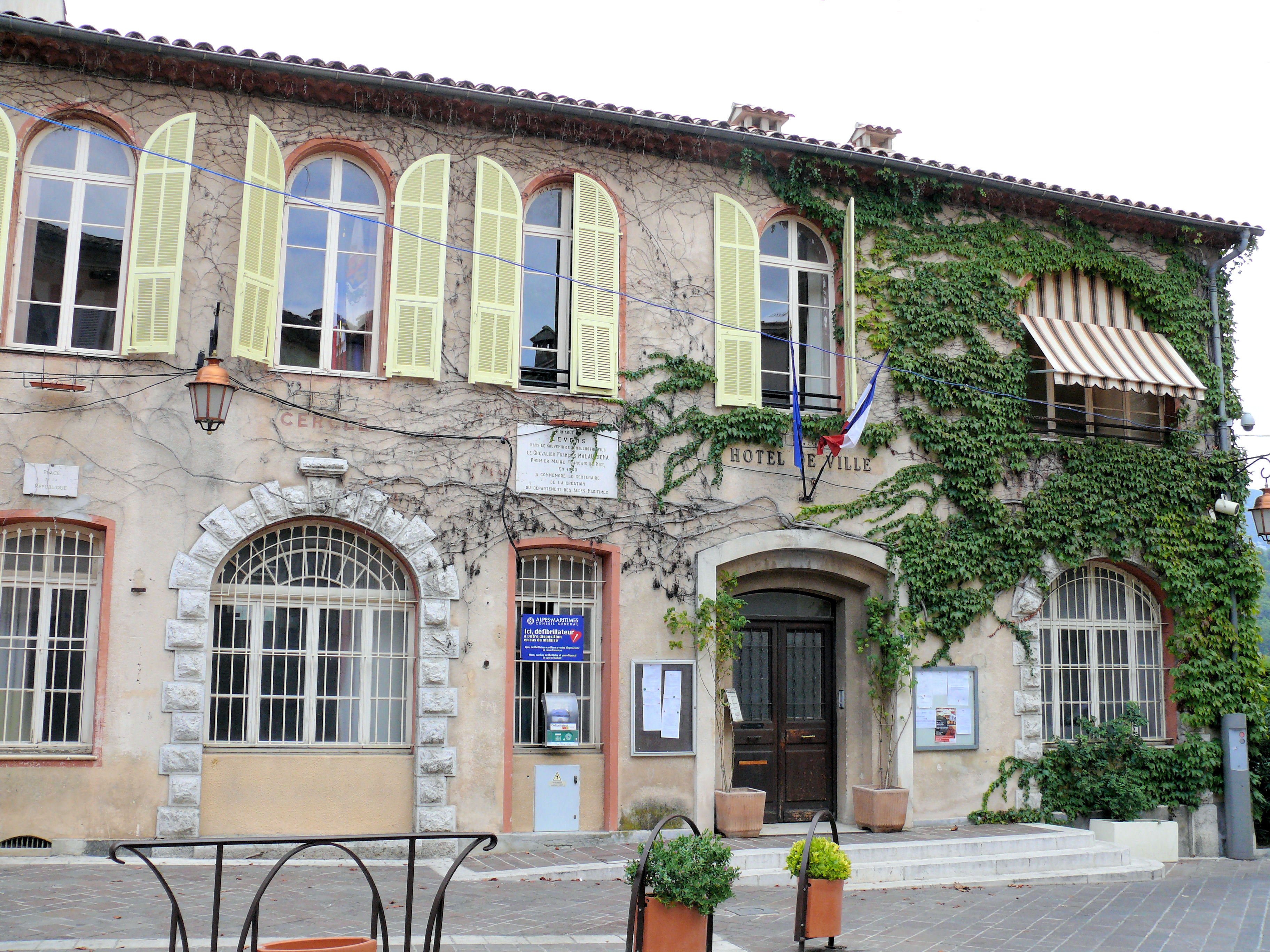
勒旺斯市政厅

勒旺斯的现任市长为安托万·韦朗先生（Antoine VÉRAN），他是共和党的一名成员，在2020年的市政选举中获得了100.00%的支持率（无其他候选人）。
在2022年的法国总统大选的第二轮选举中，法国极右翼政党国民阵线主席玛丽娜·勒庞在勒旺斯获得了65.34%的支持率。

## 人口
2020年，勒旺斯市镇人口数量为4,963，在法国排名第2,230位。其中男性2,408人，女性2,555人，75岁及以上人口占8.3%，外籍人口数量为149人，人口密度为166人/平方公里，当地居民被称为（男性）或（女性）。2022年，勒旺斯境内出生36人，死亡人口53人。
| 勒旺斯1901年－2021年人口变化情况 |
|                                  |
| 数据来源：Cassini、INSEE         |

## 经济

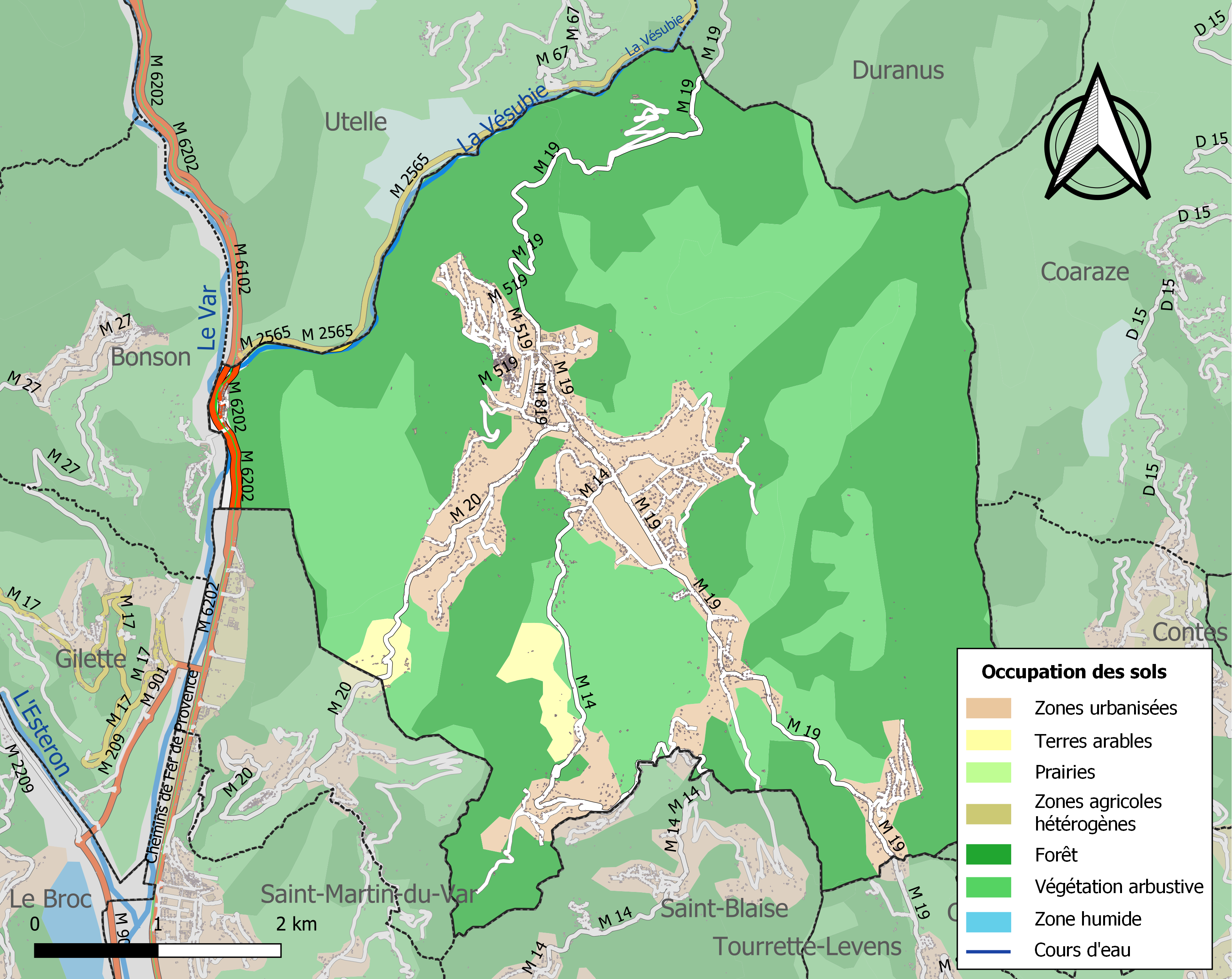
勒旺斯土地利用情况地图

截至2024年1月，勒旺斯市镇范围内共有各类用人单位（包含自雇）970家，平均历史为15年，其中99.81%为中小型企业（PME），2023年11月至2024年1月间，当地的经济活力指数为0.52%。（企业管理）、（印刷）及（空调暖气安装工程）是当地2021年营业额最高的三个企业，分别为1,499,121欧元、657,372欧元和376,548欧元。

## 财政与居民收入
2021年，勒旺斯的财政收入总额为4,717,250欧元，财政支出总额为4,008,370欧元，当年的债务总额为5,440,380欧元。2021年，勒旺斯市镇通过增值税获得391,430欧元的收入，此外当地还共获得了594,190欧元的国家直接财政补助。
| 勒旺斯居民收入情况                               | 勒旺斯居民收入情况 | 勒旺斯居民收入情况    | 勒旺斯居民收入情况 |
| 内容                                             | 勒旺斯             | 法国                  | 统计年份           |
| ------------------------------------------------ | ------------------ | --------------------- | ------------------ |
| 征税家庭总数                                     | 2,168              | 1,081（法国市镇平均） | 2022年             |
| 居民平均月收入                                   | 2,415欧元          | 2,435欧元             | 2022年             |
| 高级职员人均月收入                               | 3,921欧元          | 4,331欧元             | 2021年             |
| 中级职员人均月收入                               | 2,490欧元          | 2,470欧元             | 2021年             |
| 普通职员人均月收入                               | 1,926欧元          | 1,801欧元             | 2021年             |
| 贫困率                                           | 9%                 | 14.5%                 | 2020年             |
| 青壮年（15至64岁）失业率                         | 7.2%               | 7.4%                  | 2020年             |
| 征税家庭数量占比                                 | 50.8%              | 45.5%                 | 2020年             |
| 家庭年均纳税                                     | 3,694欧元          | 4,393欧元             | 2022年             |
| 资料来源：INSEE、L'Internaute、Le Journal du Net |                    |                       |                    |

## 社会事务

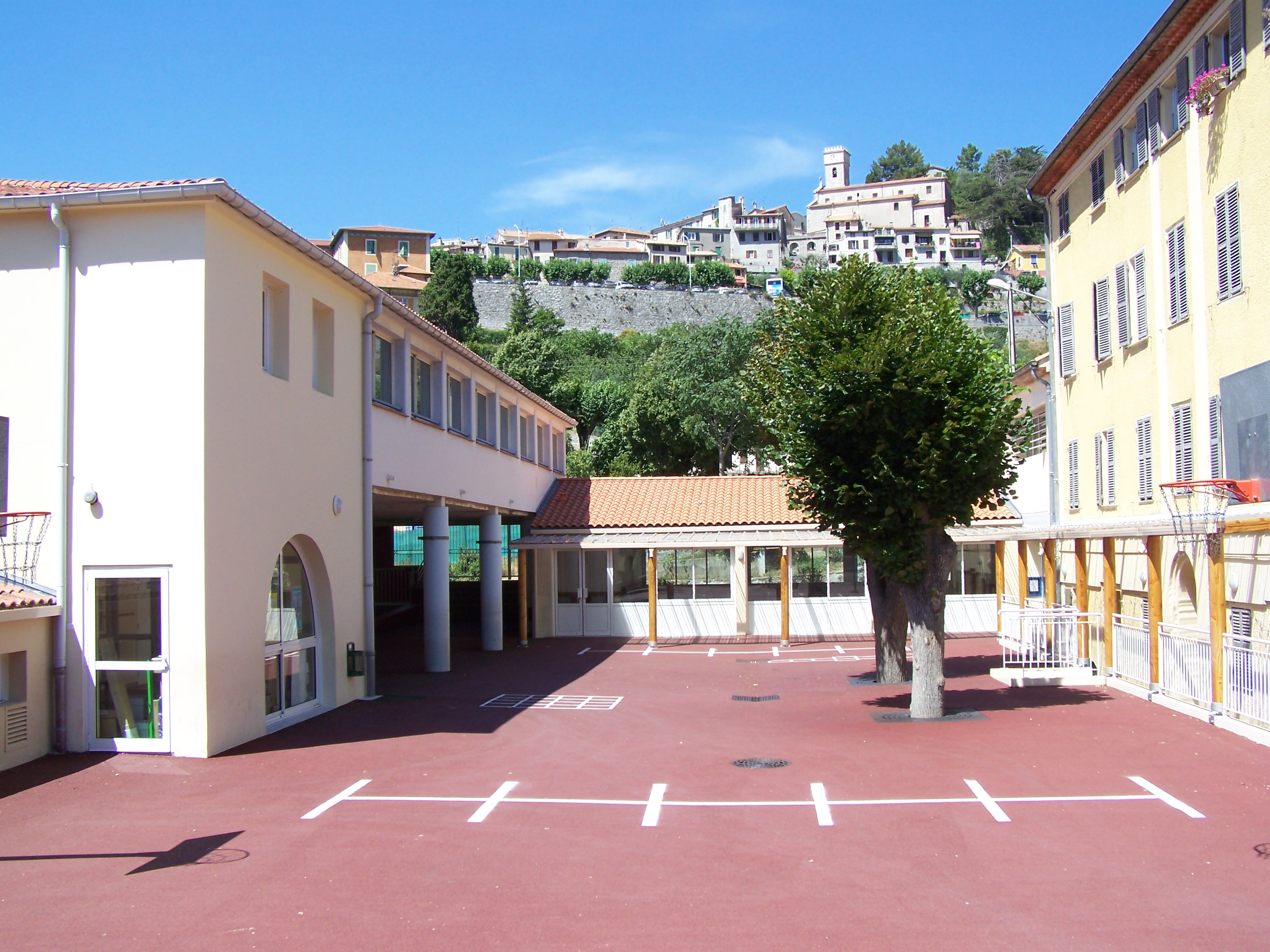
一所学校

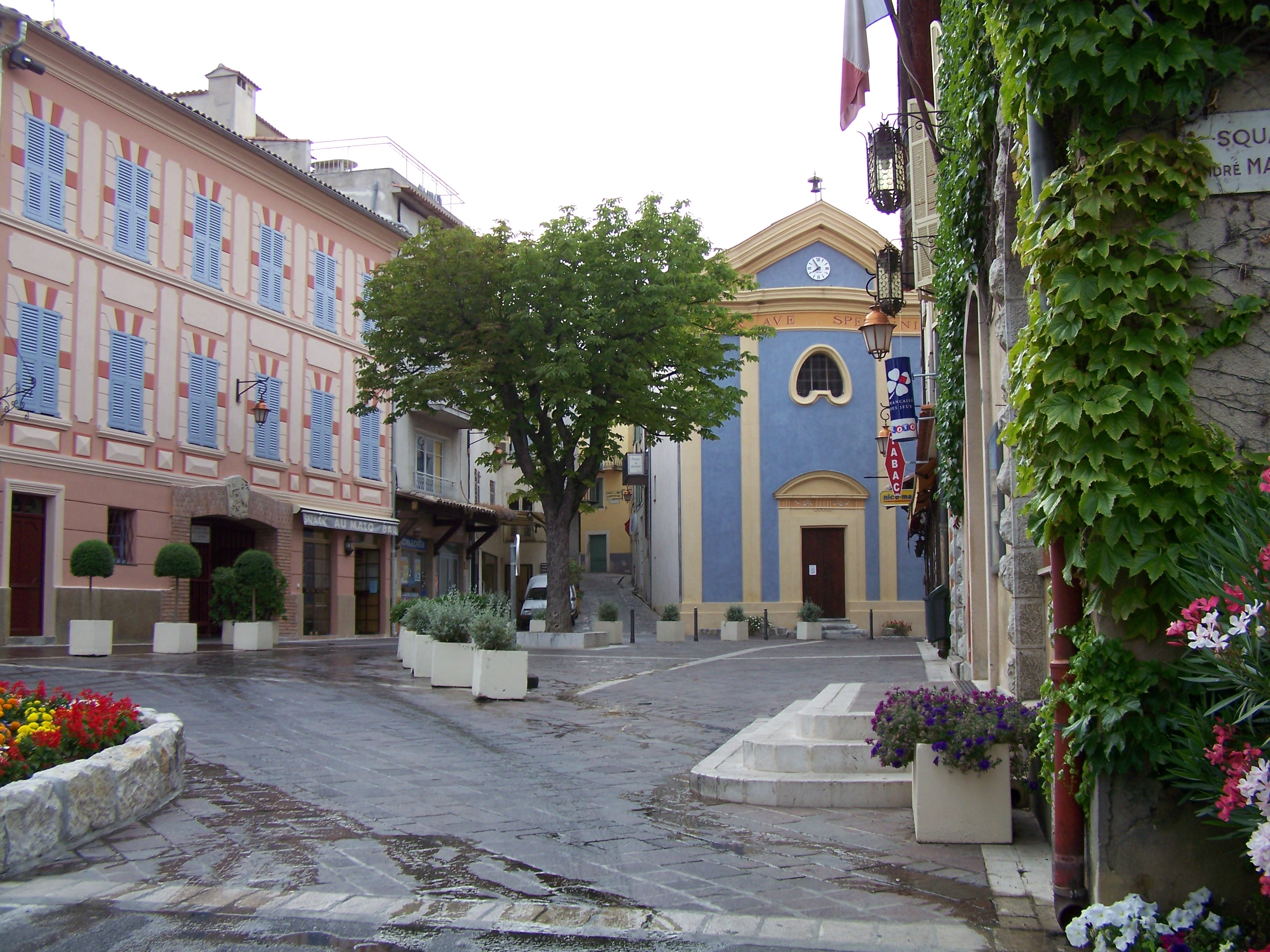
共和国广场

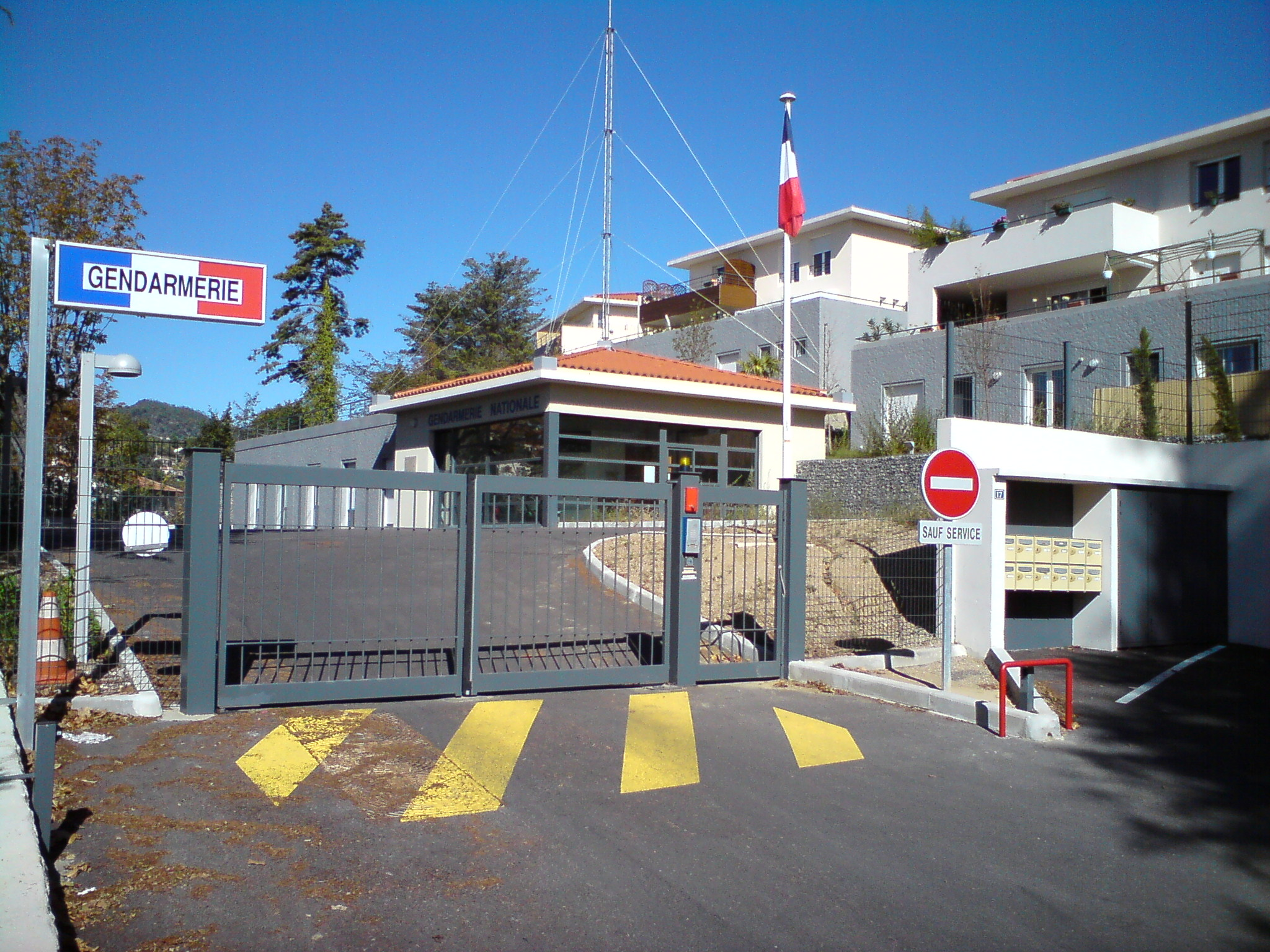
宪兵队

### 教育
勒旺斯属于尼斯学区。截至2021年1月1日，勒旺斯境内共有1所幼儿园和2所小学。

### 医疗
截至2021年1月1日，勒旺斯境内共有全科医生5名、保健师4名和护士16名。境内共有药房2家、养老院1家、残疾人帮扶中心1家。
距离勒旺斯最近的区域性医疗机构为尼斯大学中心医院，其主病区之一的巴斯德医院（Hôpital Pasteur）位于尼斯市区东北部，距离勒旺斯市区的正常车程大约32分钟。

### 住房
2020年，勒旺斯境内共有各类住房2,427套，其中72.1%为独立式住宅，27.6%为集中式住宅。常住房屋占勒旺斯市镇范围内居民建筑总量的82.2%。
在住房保障政策方面，2022年，勒旺斯境内共有225户家庭获得了住房经济补助，受益人数占总人口数量的4.7%，其中215份为房租补助。

### 商业
2021年，勒旺斯境内共有各类实体商铺127家，其中餐厅18家、大型超市1家、面包房2家、肉铺1家、书银行门店1家、美容美发店3家、汽车维修店6家。勒旺斯镇中心建有一家SPAR超市。

### 体育
2021年，勒旺斯境内共有1家游泳池、2间体育馆、4处网球场、2处马术场、1处足球或橄榄球场以及1处篮球或排球场。
截至2024年1月，勒旺斯未来体育俱乐部（Avenir Sportif Levensois，编号545053）是勒旺斯境内唯一的一家注册足球俱乐部，其主队2023至2024赛季未参加任何足球联赛，其主场为西里尔·莱卡雷球场（Stade Cyril Lescarret）。

### 环境
勒旺斯的环境事务由其所属的尼斯蔚蓝海岸都会区联合各级政府协调负责。2021年，勒旺斯境内暂无污染企业。

### 治安
2021年，勒旺斯市镇范围内有1处宪兵队。
勒旺斯及其附近的共29个市镇是尼斯国家宪兵队（zone gendarmerie de Nice）的管辖范围。2020年，该宪兵队累计记录各类案件3,154起，其中盗窃类案件1,372起，经济类案件472起，毒品交易类案件165起。

## 文化
2021年，勒旺斯境内暂无任何文化设施。勒旺斯境内建有弗雷德里克·莫朗迪市政图书馆（Bibliothèque municipale Frédéric Maurandi），每周二、三、六向公众开放。

### 建筑
勒旺斯境内有多处历史建筑，其中勒旺斯城墙、马多娜德普雷修道院等为法国国家文物保护单位等，教堂则是当地的地标性建筑物。

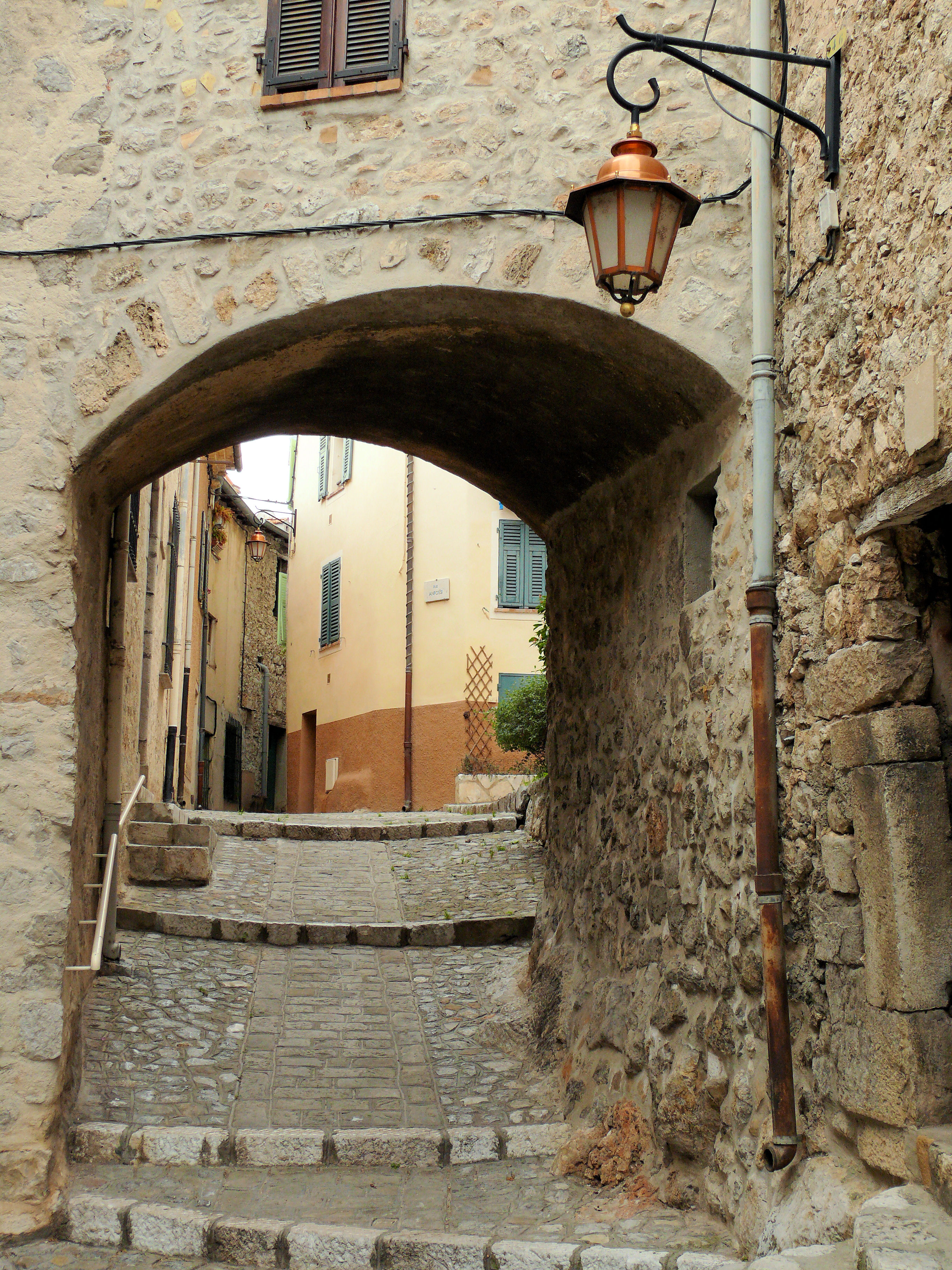
城门
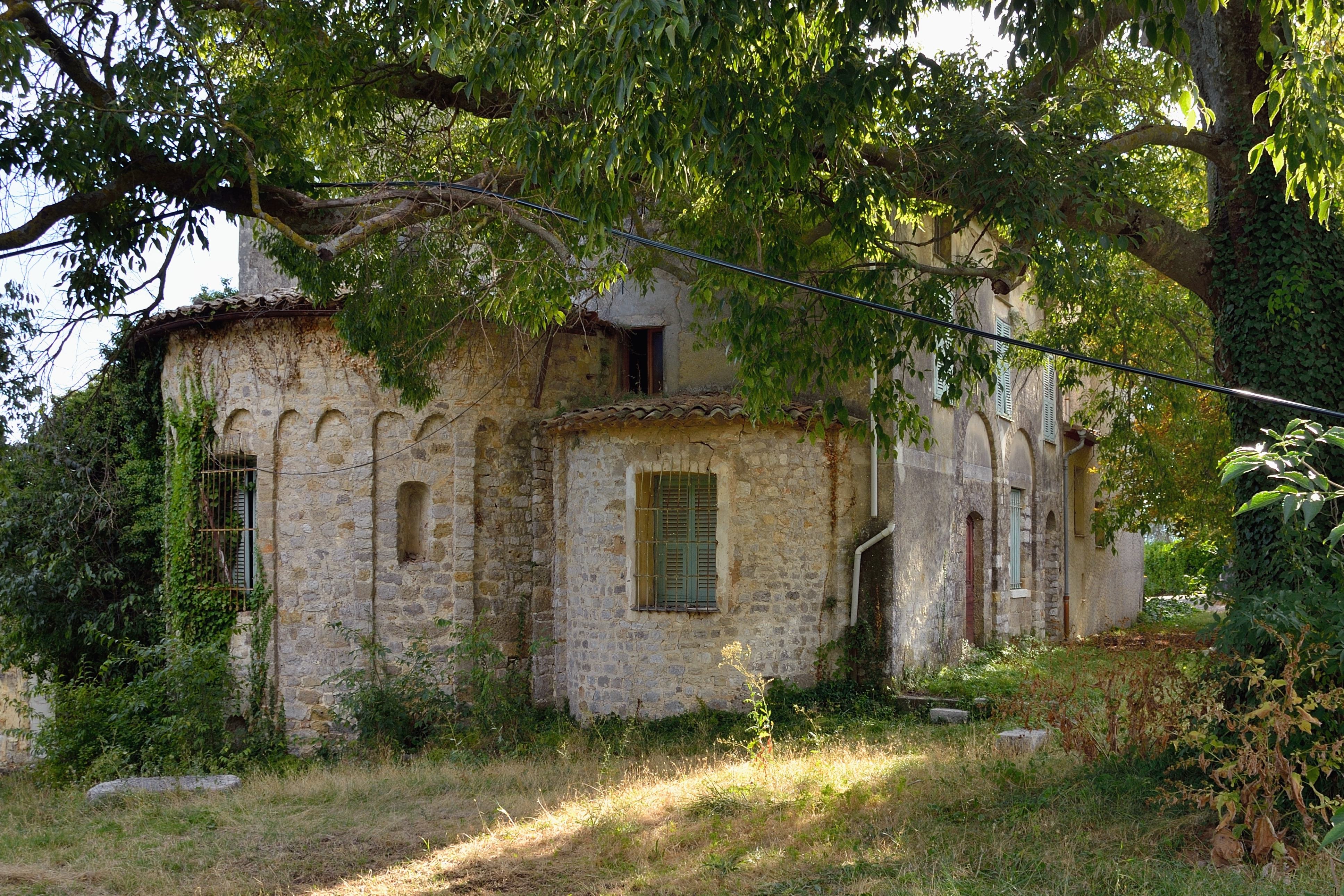
马多娜德普雷修道院（法语：Abbaye de la Madone-des-Prés）
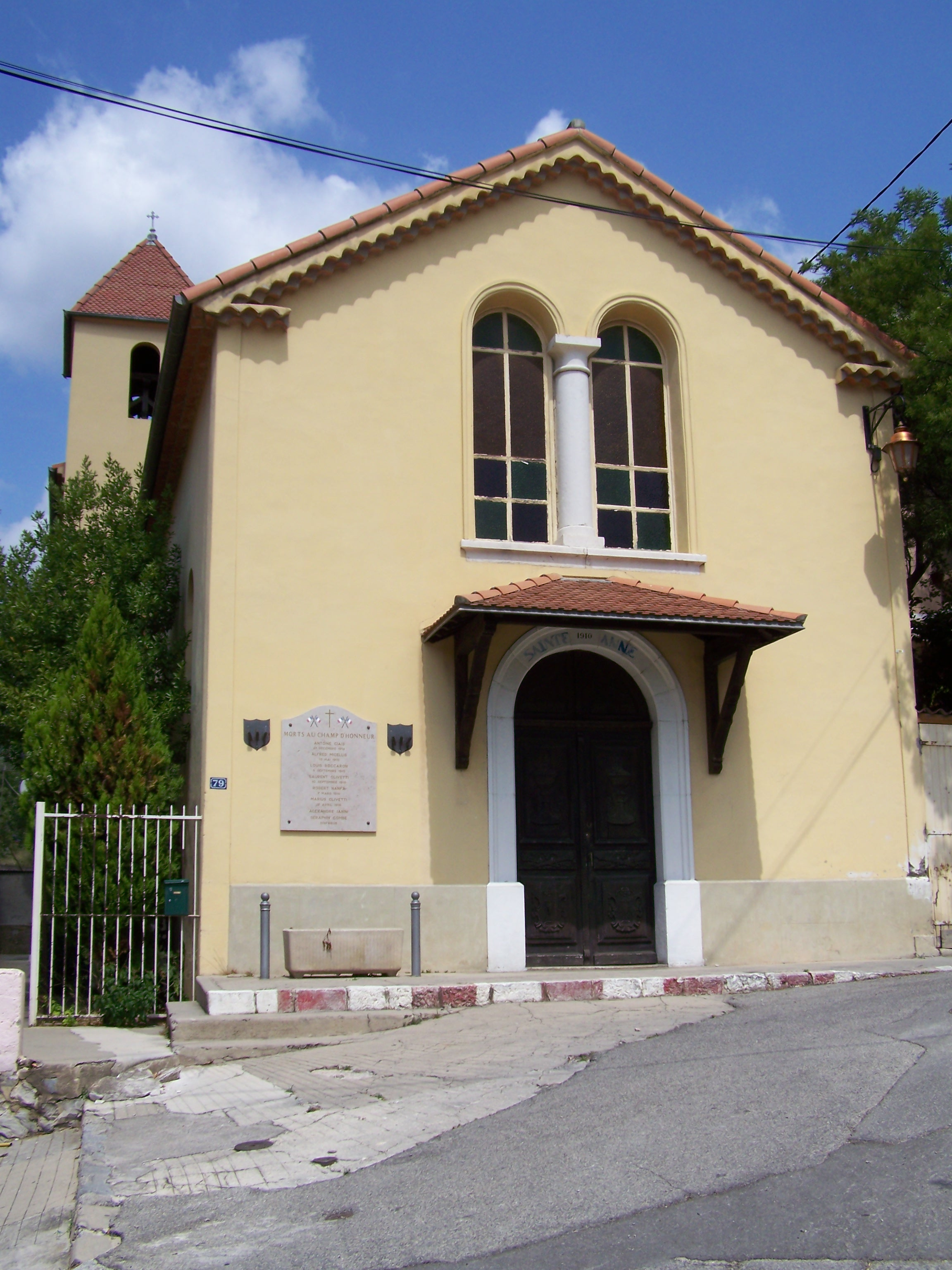
圣安娜教堂
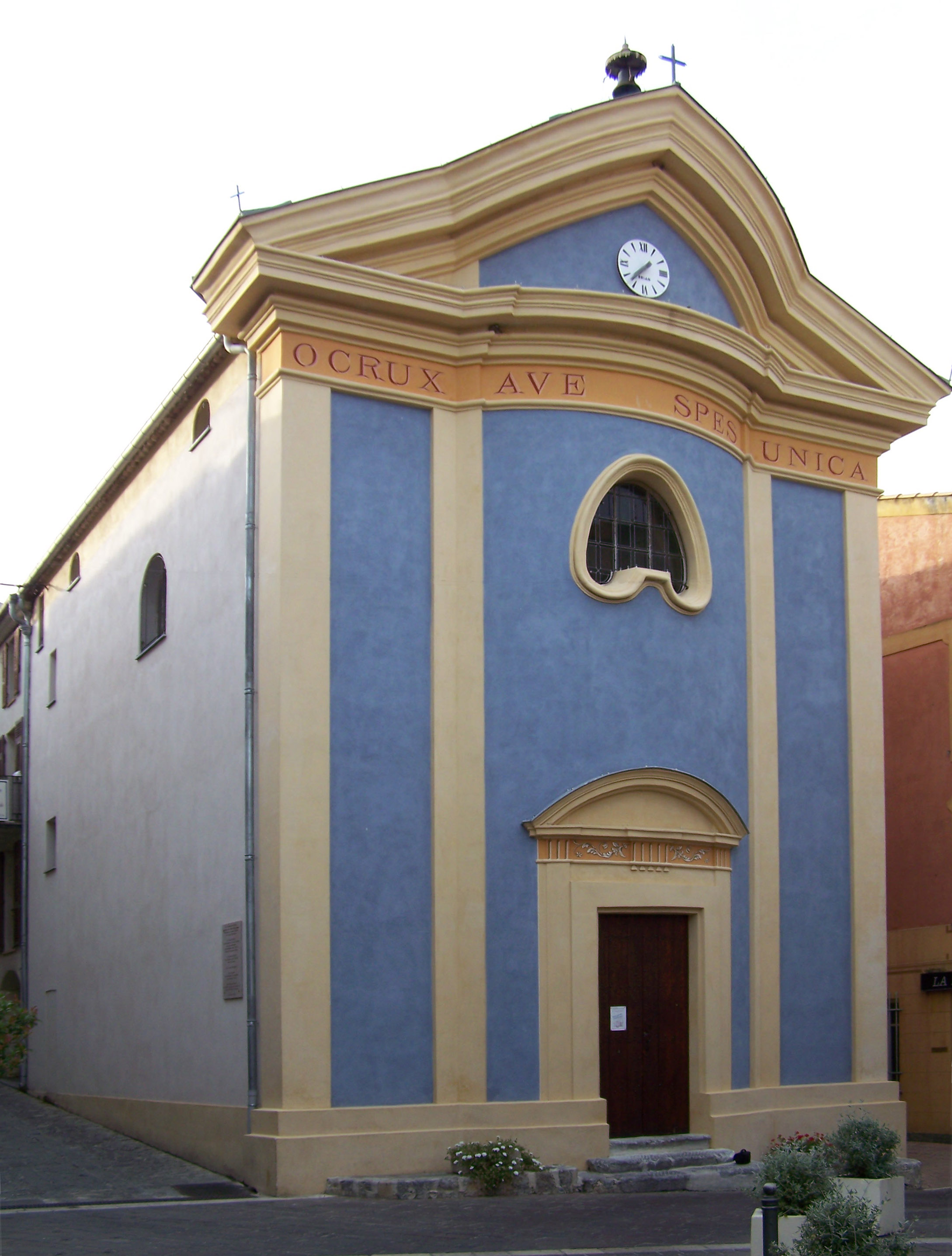
白色忏悔小教堂
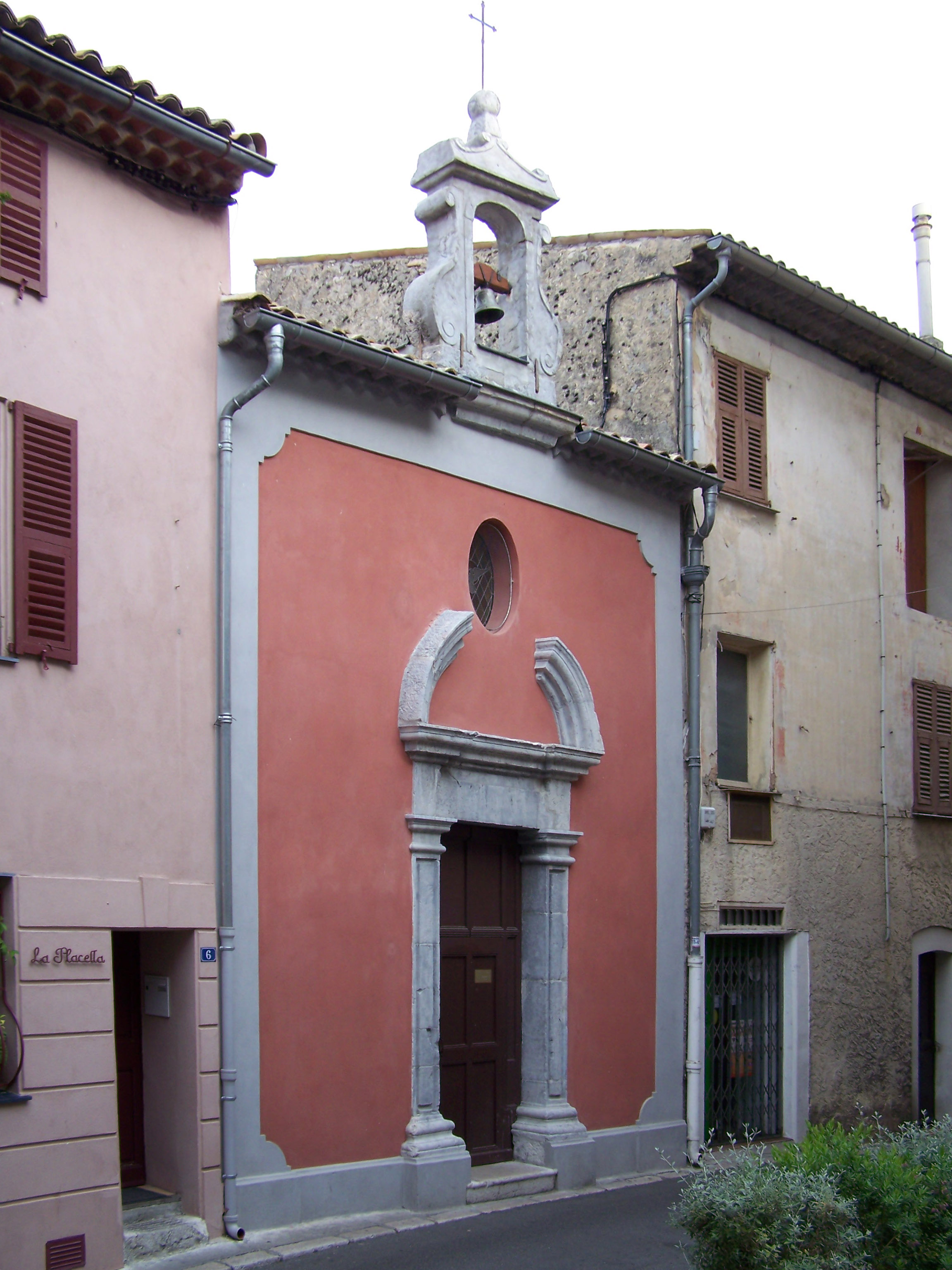
黑色圣母小教堂
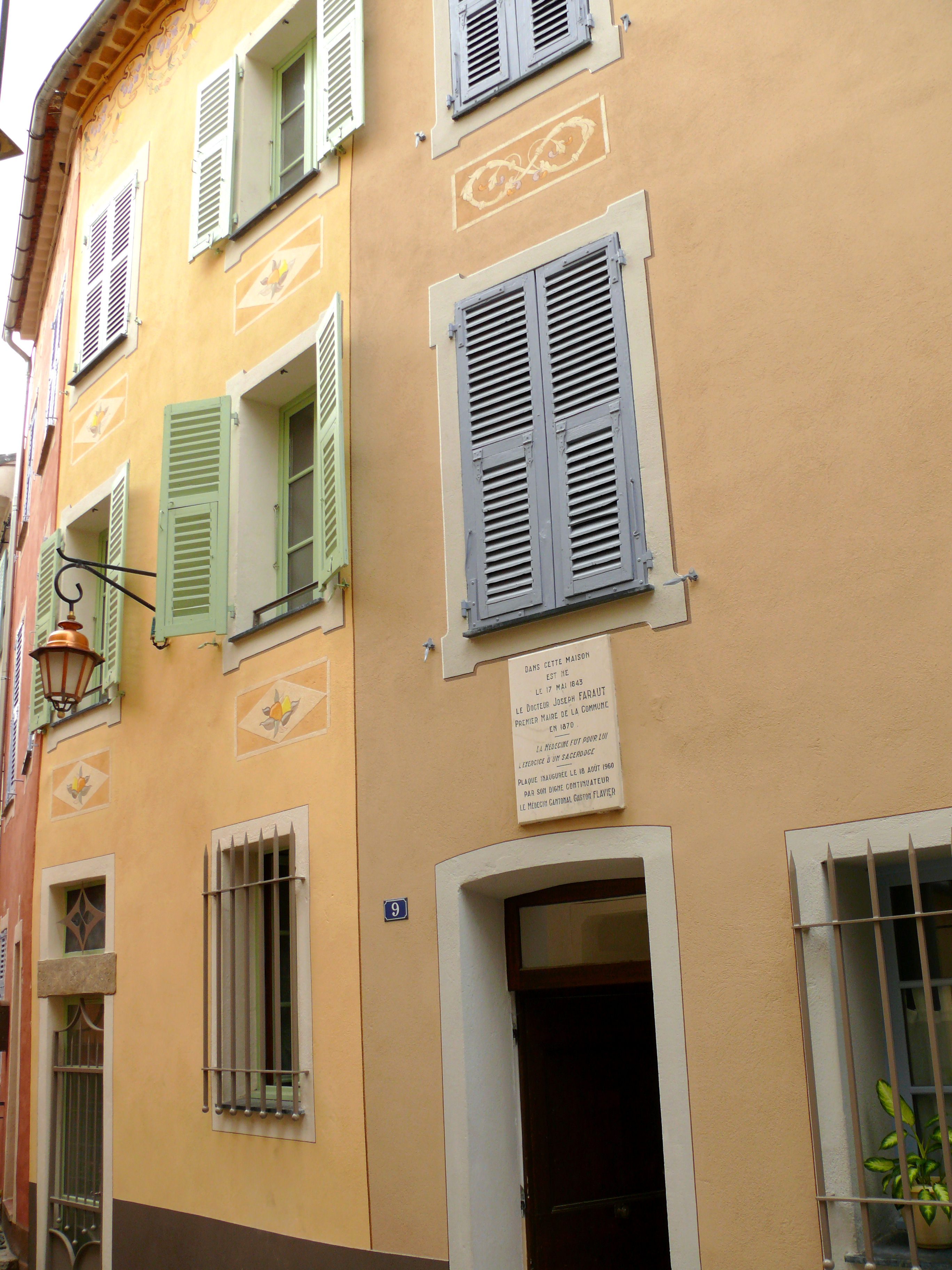
约瑟夫·法罗旧居
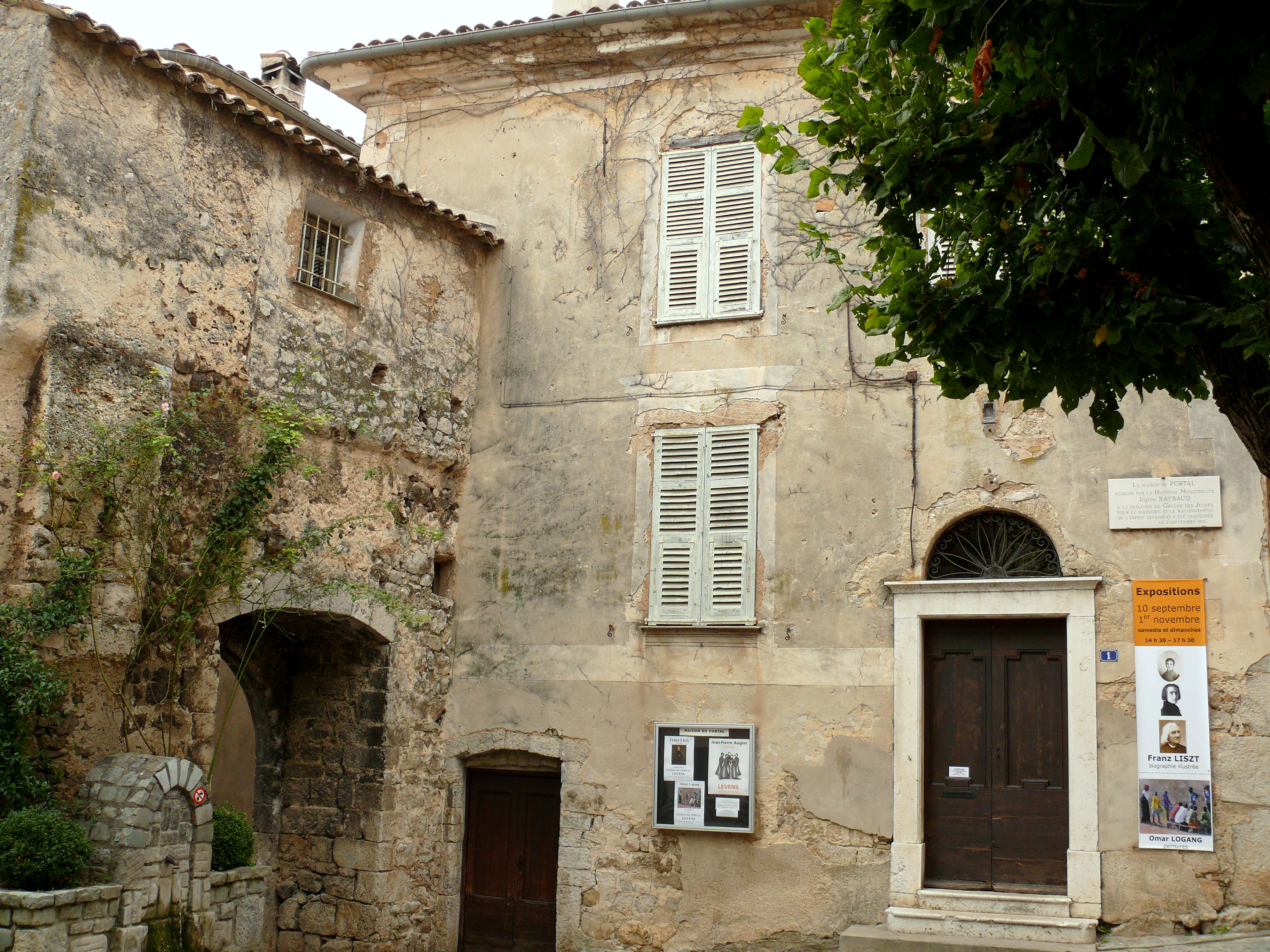
传统民居1
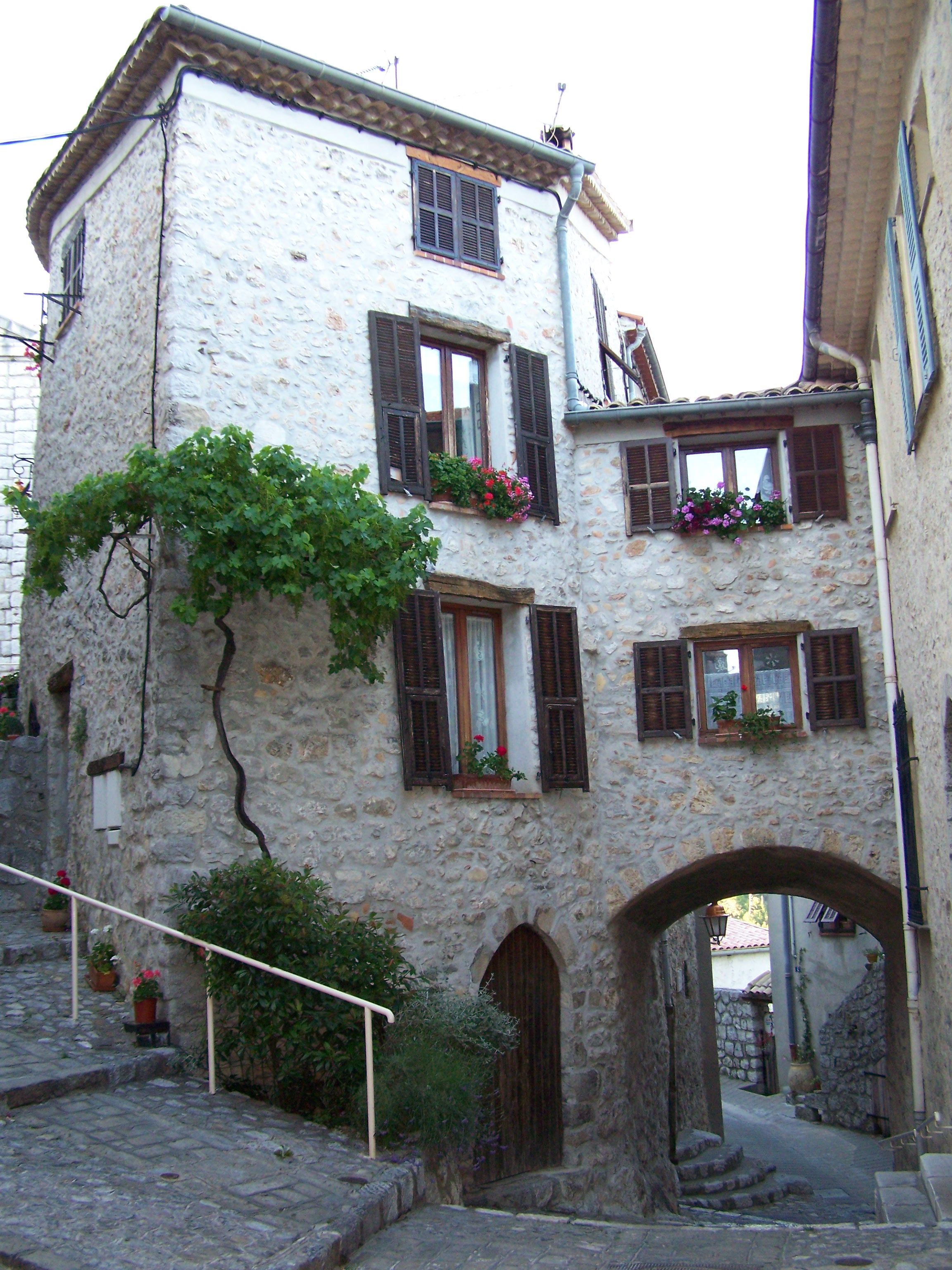
传统民居2

### 旅游
勒旺斯的旅游事务由其所属的尼斯蔚蓝海岸都会区联合各级政府协调负责。2023年，勒旺斯境内共有1家酒店共计18间房间。

### 媒体
法国主要的媒体均可在勒旺斯接收，法国电视三台下属的普罗旺斯-阿尔卑斯-蔚蓝海岸大区频道在部分时段播出勒旺斯所在滨海阿尔卑斯省的地方新闻。《尼斯早报》、蓝色法兰西蓝色广播、氧气广播、BFM电视台尼斯蔚蓝海岸频道等是当地主要的地方媒体。

## 相关人物
法国雕塑家让-皮埃尔·奥吉耶出生于勒旺斯。

## 友好城市
截至2024年1月，勒旺斯暂未建立任何友好城市关系。